# Phoradendron pachystachyum
Phoradendron pachystachyum är en sandelträdsväxtart som beskrevs av Kuijt. Phoradendron pachystachyum ingår i släktet Phoradendron och familjen sandelträdsväxter. Inga underarter finns listade i Catalogue of Life.